# Szélanya
Szélanya vagy Szélanyó a magyar hiedelemvilágban fellelhető szellem. Mondákból fennmaradt emlékek szerint a szél egy barlangból fúj. A barlang egy hatalmas hegy tetején van, valahol a világ végén. A barlangot egy öregasszony őrzi, Ő a Szélanya. Néhány monda szerint viszont ha meghal az öreg Szélanya, akkor óriási szél fúj. Az elbeszélések, mondák azt bizonyítják, hogy a magyar mondákban a szelet is megszemélyesítették. A falusiak szerint a szél szidása kárt okozott, így tilos volt szidni, átkozni. Tilos volt a forgószélbe baltát vagy bármilyen más tárgyat is beledobálni, nehogy megsértsék a Szélanyát, mert akkor elvész a termés.

## Párhuzamai
A Szélanya mitológiai alakként a török – és néhány mongol – népek közt elterjedt, ahol a tengrizmus a történelmi vallás.
- üzbég: Yel Ona
- tatár: Җил Әни / Ана vagy Cil Ana
- kazak: Жел Ана
- csuvas: Ҫил Анне vagy Ҫил Абай
- baskír: Εл Апай
- jakut: Тыал Ий̃э
- türkmén: Ýel Ene vagy Yel Eje
- oszmán: يل آنا
- kirgiz: Жел Эне
- hakasz: Чил Ине vagy Чил Иӌе
- balkár: Джел Ана
- mongol: Салхи Ээж
- burját: Һалхин Эхэ
- kalmük: Салькн Эк
- altaji: Салкын Эне
- tuvai: Салгын Ава

## Földrajzi név a Vénuszon
A Vénuszon a felszíni földrajzi alakzatokat a népek női isteneiről, hősnőiről, mitológiai személyiségeiről nevezték el. A magyar népmesékből a Szélanya-gerinc elnevezését vették.